# FSV Waltershausen
Der FSV Waltershausen  ist ein deutscher Fußballverein aus Waltershausen im Landkreis Gotha. Heimstätte ist der Arno-Müller-Sportpark, welcher 3.000 Zuschauern Platz bietet. Der Club steht in der Tradition der BSG Motor Waltershausen bzw. BSG Chemie Waltershausen.

## Verein

Historisches Logo von Motor Waltershausen

ZSG-Logo

Der FSV Waltershausen wurde im Jahr 1904 unter der Bezeichnung FC Meteor 04 Waltershausen gegründet. Der Club agierte bis 1945 innerhalb des mitteldeutschen Fußballs stets unterklassig, etwaige Teilnahmen in der Gauliga Mitte sowie an den Endrunden des Verbandes Mitteldeutscher Ballspiel-Vereine fanden nicht statt.
1945 wurde der Verein aufgelöst und als SG Waltershausen neu gegründet. Waltershausen agierte in der Spielzeit 1949/50 für eine Spielzeit in der damals zweitklassigen Landesliga Thüringen (SBZ), konnte sich aber mit dem vorletzten Platz nicht für die 1950 neu eingeführte DDR-Liga qualifizieren. In der Folgezeit vollzog die lose Sportgruppe ab 1949 mit dem Einstieg der Trägerbetriebe VEB Gummiwerke „Kowalit“   sowie des VEB Fahrzeugwerk Waltershausen eine Aufspaltung in die Betriebssportgemeinschaften Chemie Waltershausen und Motor Waltershausen.

### Chemie Waltershausen
Auf sportlicher Ebene stieg Chemie Waltershausen bereits 1953 gemeinsam mit Einheit Heiligenstadt in die damals drittklassige Bezirksliga Erfurt auf. Die höchste Spielklasse des Bezirkes hielt die Chemie durchweg bis 1962, eine realistische Chance zum Aufstieg zur II. DDR-Liga bzw. DDR-Liga bestand nicht. Mit der Verringerung der Bezirksligastaffeln, bedingt durch die 1963 bevorstehende Auflösung der II. DDR-Liga, von zwei auf eine Staffel, stieg Chemie Waltershausen wieder in den Erfurter Bezirksklassenbereich ab.
Statistik
- Teilnahme Bezirksliga Erfurt: 1953/54 bis 1961/62

### Motor Waltershausen
Fusionspartner Motor Waltershausen stieg erst 1961 gemeinsam mit der zweiten Vertretung von Motor Nordhausen in die Bezirksliga Erfurt auf. Analog zum Lokalrivalen Chemie war auch Motor Waltershausen kein Aufstiegskandidat zur DDR-Liga, hielt den Bezirksligabereich aber bis zur 1964 vollzogenen Fusion mit gesicherten Mittelfeldplätzen.
Statistik
- Teilnahme Bezirksliga Erfurt: 1961/62 bis 1963/64

### ZSG Waltershausen/ZSG Grün-Weiß/FSV Waltershausen
1964 fusionierten beide Betriebssportgemeinschaften zur ZSG Waltershausen. Die Zentrale Sportgemeinschaft trat im Erfurter Bezirksfußball nur noch sporadisch höherklassig auf. In den siebziger Jahren folgte innerhalb der Bezirksliga dreimal der sofortige Wiederabstieg, in den achtziger Jahren versank die ZSG dann endgültig in der Bedeutungslosigkeit.
Ab 1990 vollzog der Verein eine erneute Umbenennung in ZSG Grün-Weiß Waltershausen. Die ZSG Grün-Weiß war nach der Wende ausschließlich im Gothaer Lokalfußball aktiv, Aufstiege zur Landesliga Thüringen gelangen nicht mehr. Im Jahr 2011 löste sich die Abteilung Fußball aus der ZSG heraus und fungiert seitdem unter der Bezeichnung FSV Waltershausen. Derzeitige Spielklasse ist die Landesklasse Thüringen. Diese Saison schaffte die Mannschaft den Aufstieg aus die Kreisoberliga.
Statistik
- Teilnahme Bezirksliga Erfurt: 1964/65 bis 1965/66, 1971/72, 1975/76, 1976/77